# Lincoln L-Series
Lincoln L-Series – samochód osobowy klasy luksusowej produkowany pod amerykańską marką Lincoln w latach 1917–1930. 

## Galeria

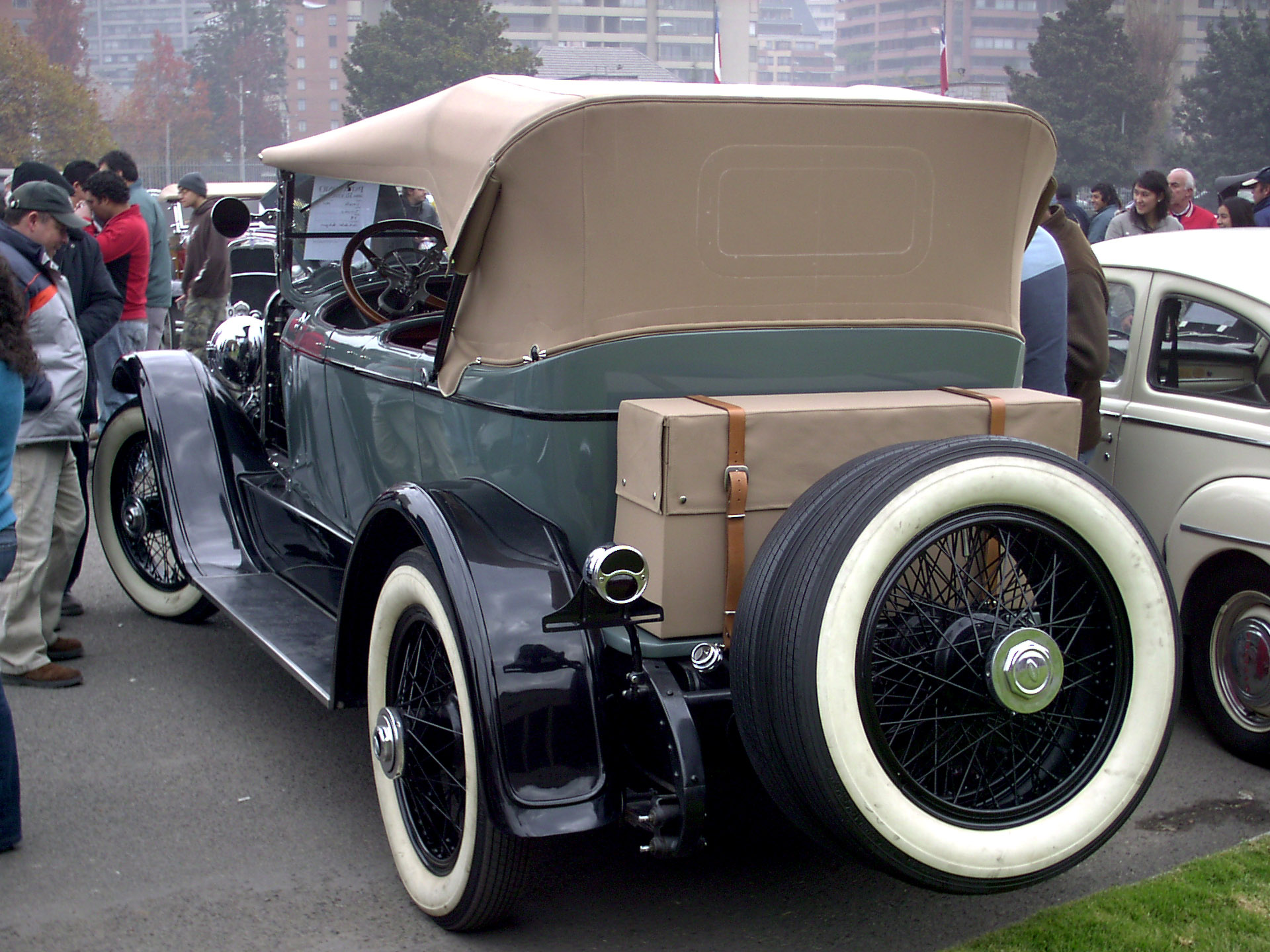
Lincoln L-Series - tył
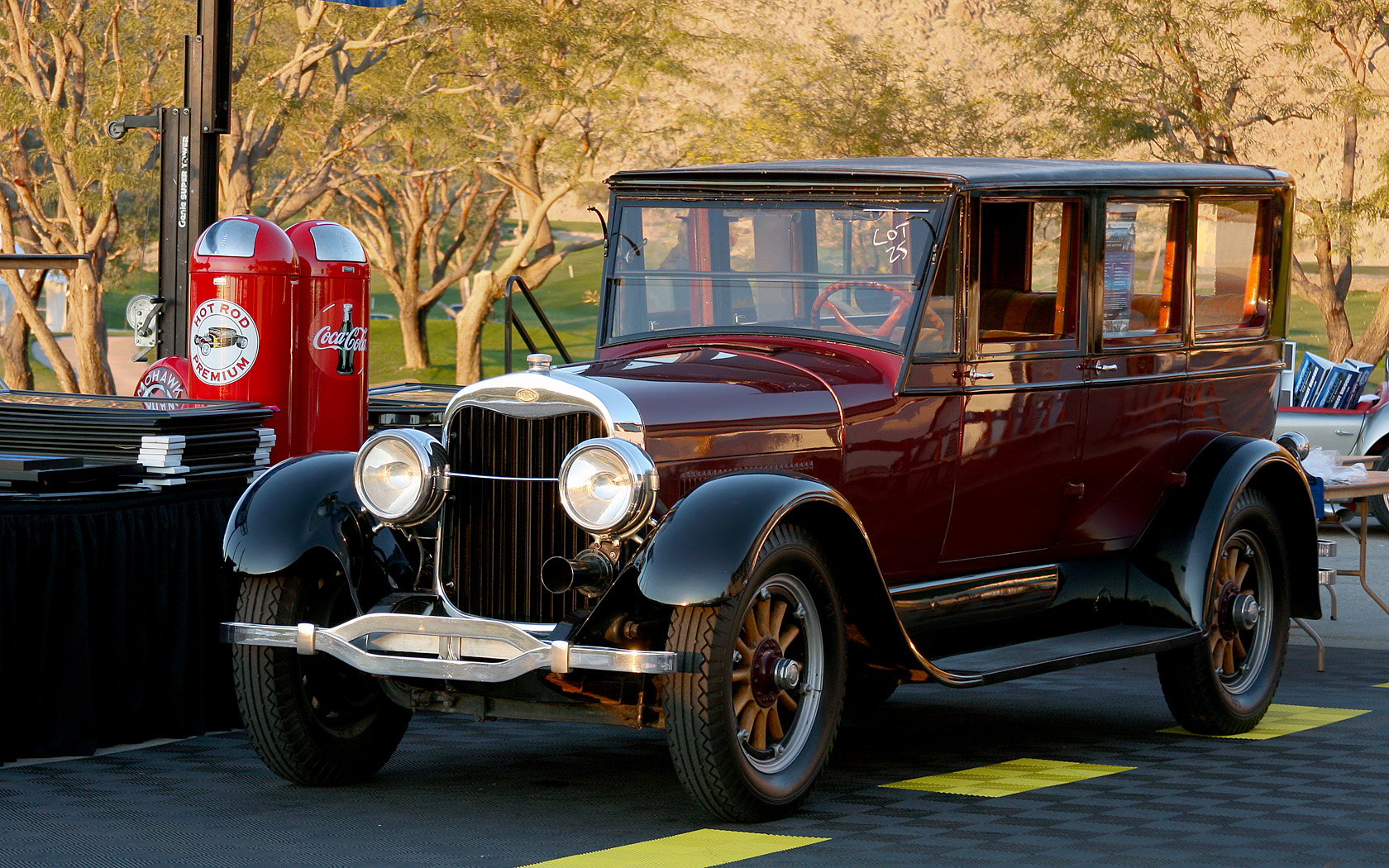
Lincoln L-Series Sedan
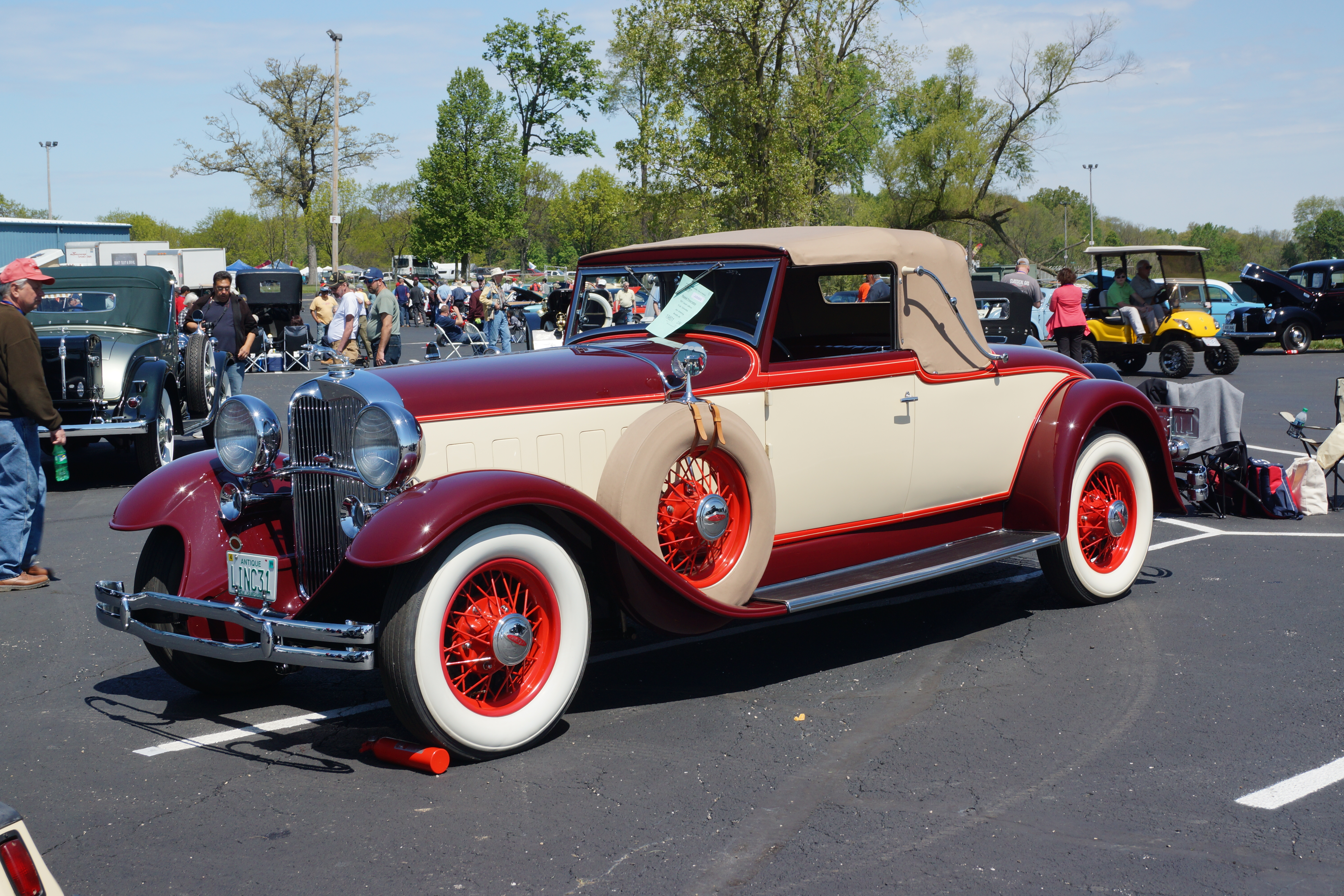
Lincoln L-Series Cabriolet